# Panama na Letnich Igrzyskach Paraolimpijskich 2000
Panama na Letnich Igrzyskach Paraolimpijskich 2000 w Sydney była reprezentowana przez jednego lekkoatletę. Był to trzeci występ Panamy na igrzyskach paraolimpijskich (poprzednie miały miejsce w latach 1992 i 1996). 
Said Gómez zdobył dwa medale, co dało Panamie 58. miejsce w tabeli medalowej.

## Zdobyte medale
| Medal  | Zawodnik   | Dyscyplina    | Konkurencja             |
| ------ | ---------- | ------------- | ----------------------- |
| Srebro | Said Gómez | Lekkoatletyka | bieg na 5000 metrów T12 |
| Brąz   | Said Gómez | Lekkoatletyka | bieg na 1500 metrów T12 |

## Wyniki

### Lekkoatletyka
| Zawodnik   | Konkurencja             | Finał    | Finał   | Źródło |
| Zawodnik   | Konkurencja             | Rezultat | Miejsce | Źródło |
| ---------- | ----------------------- | -------- | ------- | ------ |
| Said Gómez | bieg na 1500 metrów T13 | 4:06,01  | brąz    | [ 3 ]  |
| Said Gómez | bieg na 5000 metrów T13 | 15:21,64 | srebro  | [ 4 ]  |